# Крн (Кобарід)
Крн (словен. Krn) — мале поселення в общині Кобарід, Регіон Горишка, Словенія. Висота над рівнем моря: 854,9 м.